# Kazimierz Kmiecik
Kazimierz Kmiecik (Węgrzce Wielkie, Polonia, 19 de septiembre de 1951) es un exjugador y actual entrenador de fútbol polaco. En su etapa como jugador profesional se desempeñaba como delantero. 
Es el máximo goleador histórico del Wisła Cracovia, donde actualmente se desempeña como entrenador asistente del equipo. Su hijo Grzegorz también fue futbolista.

## Selección nacional
Fue internacional con la selección polaca en 34 ocasiones y convirtió 8 goles. Fue campeón olímpico en 1972 y subcampeón en 1976. También formó parte de la selección que obtuvo el tercer lugar en la Copa del Mundo de 1974.

### Participaciones en Copas del Mundo
| Mundial                        | Sede             | Resultado    | Partidos | Goles |
| ------------------------------ | ---------------- | ------------ | -------- | ----- |
| Copa Mundial de Fútbol de 1974 | Alemania Federal | Tercer lugar | 2        | 0     |

### Participaciones en Juegos Olímpicos
| Olimpiada                         | Sede             | Resultado  | Partidos | Goles |
| --------------------------------- | ---------------- | ---------- | -------- | ----- |
| Juegos Olímpicos de Múnich 1972   | Alemania Federal | Campeón    | 3        | 1     |
| Juegos Olímpicos de Montreal 1976 | Canadá           | Subcampeón | 4        | 0     |

## Clubes

### Como jugador
| Equipo               | País             | Año       |
| -------------------- | ---------------- | --------- |
| Wisła Cracovia       | Polonia          | 1968-1983 |
| → Charleroi (cedido) | Bélgica          | 1981-1982 |
| AE Larisa            | Grecia           | 1983-1985 |
| Stuttgarter Kickers  | Alemania Federal | 1985-1988 |
| Offenburger FV       | Alemania Federal | 1988-1989 |

### Como entrenador
| Equipo                                      | País    | Año       |
| ------------------------------------------- | ------- | --------- |
| Wisła Cracovia (asistente)                  | Polonia | 1989-1992 |
| Wisła Cracovia                              | Polonia | 1992      |
| Wisła Cracovia (asistente)                  | Polonia | 1992-1996 |
| Wisła Cracovia                              | Polonia | 1996      |
| Wisła Cracovia (asistente)                  | Polonia | 1996-1997 |
| Wisła Cracovia                              | Polonia | 1997      |
| AE Larisa                                   | Grecia  | 1997      |
| Dalin Myślenice                             | Polonia | 2000-2001 |
| Wisła Cracovia (asistente)                  | Polonia | 2001-2002 |
| Widzew Łódź (asistente)                     | Polonia | 2002      |
| Piotrcovia Piotrków Trybunalski (asistente) | Polonia | 2002-2003 |
| Dalin Myślenice                             | Polonia | 2003-2004 |
| Garbarnia Cracovia                          | Polonia | 2005      |
| Płomień Jerzmanowice                        | Polonia | 2006      |
| Wisła Cracovia (juvenil)                    | Polonia | 2006-2007 |
| Wisła Cracovia (juvenil, asistente)         | Polonia | 2008      |
| Wisła Cracovia (asistente)                  | Polonia | 2013-2015 |
| Wisła Cracovia sub-19                       | Polonia | 2015-2016 |
| Wisła Cracovia (interino)                   | Polonia | 2015      |
| Wisła Cracovia (asistente)                  | Polonia | 2016      |
| Wisła Cracovia (interino)                   | Polonia | 2016-2017 |
| Wisła Cracovia (asistente)                  | Polonia | 2017      |
| Wisła Cracovia (interino)                   | Polonia | 2017      |
| Wisła Cracovia (asistente)                  | Polonia | 2018-     |

## Palmarés

### Como jugador

#### Campeonatos nacionales
| Título         | Equipo         | País    | Año  |
| -------------- | -------------- | ------- | ---- |
| Ekstraklasa    | Wisła Cracovia | Polonia | 1978 |
| Copa de Grecia | AE Larisa      | Grecia  | 1985 |

#### Copas internacionales
| Título           | Equipo  | Sede                      | Año  |
| ---------------- | ------- | ------------------------- | ---- |
| Juegos Olímpicos | Polonia | Múnich (Alemania Federal) | 1972 |

#### Distinciones individuales
| Distinción                           | Año  |
| ------------------------------------ | ---- |
| Máximo goleador de la Ekstraklasa    | 1976 |
| Máximo goleador de la Ekstraklasa    | 1978 |
| Máximo goleador de la Ekstraklasa    | 1979 |
| Máximo goleador de la Ekstraklasa    | 1980 |
| Máximo goleador de la Copa de Grecia | 1985 |

### Como entrenador asistente

#### Campeonatos nacionales
| Título               | Equipo         | País    | Año  |
| -------------------- | -------------- | ------- | ---- |
| Supercopa de Polonia | Wisła Cracovia | Polonia | 2001 |
| Copa de Polonia      | Wisła Cracovia | Polonia | 2002 |